# Сан Потито Ултра
Сан Потѝто У̀лтра (на италиански: San Potito Ultra) е село и община в Южна Италия, провинция Авелино, регион Кампания. Разположено е на 517 m надморска височина. Населението на общината е 1603 души (към 2010 г.).